# Técnica pomodoro
A Técnica Pomodoro é um método de gerenciamento de tempo desenvolvido por Francesco Cirillo no final dos anos 1980. A técnica consiste na utilização de um cronômetro para dividir o trabalho em períodos de 25 minutos, separados por breves intervalos. A técnica deriva seu nome da palavra italiana pomodoro (tomate), como referência ao popular cronômetro gastronômico na forma dessa fruta. O método é baseado na ideia de que pausas frequentes podem aumentar a agilidade mental.

## Princípios
A versão original da técnica envolve seis passos:
1. Escolher a tarefa ou tarefas a serem executadas;
2. Ajustar o cronômetro para o tempo desejado (geralmente 25 minutos);
3. Trabalhar na tarefa escolhida até que o alarme toque. Se alguma distração importante surgir, anotá-la e voltar o foco de novo à tarefa;
4. Quando o alarme tocar, fazer uma marcação em um papel para contabilizar a quantidade de intervalos.
5. Se houver menos de 4 marcações, fazer uma pausa curta (3-5 minutos);
6. Depois da quarta marcação, fazer uma pausa mais longa (20-30 minutos), zerando a contagem de marcações e retornando ao passo 1.

É referido que se deve dar o nome de pomodoro ao período de tempo de trabalho.

## Nome
A técnica foi nomeada após seu autor Francesco Cirillo tê-la aplicado pela primeira vez utilizando um cronômetro em formato de tomate ("pomodoro" em italiano significa "tomate").